# Taeniura grabata
Taeniura grabata е вид хрущялна риба от семейство Dasyatidae.

## Разпространение и местообитание
Видът е разпространен в тропическите и субтропичните води в източната част на Атлантически океан от Мавритания до Ангола, както и край Канарските острови, Мадейра и Кабо Верде. От сравнително скоро този вид колонизира и южната част на Средиземно море, където от време на време може да се види от Тунис до Египет, както и в Турция и Тоскана (Италия).
Обитава пясъчни и кални морски дъна, както и каменисти крайбрежия. Среща се на дълбочина от 10 до 300 метра.